# تيري ولز
تيري ولز (بالإنجليزية: Terry Wells)‏ هو لاعب كرة قاعدة أمريكي، ولد في 10 سبتمبر 1963 في كانكاكي في الولايات المتحدة.

## وصلات خارجية
- تيري ولز على موقعبيزبول رفرنس.كوم (الدوري الرئيسي) (الإنجليزية)
- تيري ولز على موقعبيزبول رفرنس.كوم (الدوري الثانوي) (الإنجليزية)
- تيري ولز على موقع مشجعي الرسوم البيانية (الإنجليزية)